# 生物医学
生物医学（英語：或）是医学的分支，负责将生物技术和其他自然科学理论应用于临床实践。 生物医学主要运用生物学和生理学的知识。
生物医学与健康和生物学相关领域有关联，并且从上世纪以来一直在健康系统中扮演着重要的角色。

## 生物醫學領域
生物医学有许多的分支学科和专业领域，其名称通常以“生物-”（bio-）开头，如：
- 分子生物学，生物化学，生物技术，细胞生物学 胚胎学，
- 纳米生物技术（英语：Nanobiotechnology），生物工程，实验室医学生物学，
- 细胞遗传学，遗传学，基因疗法
- 生物信息学，生物统计学，系统生物学，
- 微生物学，病毒学，寄生虫学
- 生理学，病理学，
- 药理毒理学，许多人认为生命科学可以应用于医学。

## 生物醫學計畫
- 人类基因组计划[7][8]

## 引用
1. ↑  . memidex.com. 2012-10-08  [2012-10-20]. （原始内容存档于2019-10-17）.
2. ↑  . 2013  [2013-05-15]. （原始内容存档于2021-03-23）.
3. ↑  Medicine's paradigm shift: An opportunity for psychologyBy Dr. Suzanne Bennett Johnson, APA PresidentSeptember 2012, Vol 43, No. 8Print version: page 5,  （页面存档备份，存于）
4. ↑  Do biomedical models of illness make for good healthcare systems?BMJ 2004; 329, 09 December 2004,  （页面存档备份，存于）
5. ↑  The Need for a New Medical Model: A Challenge for BiomedicineAuthor(s): George L. EngelSource: Science, New Series, Vol. 196, No. 4286 (Apr. 8, 1977), pp. 129-136,  （页面存档备份，存于）
6. ↑  Vital Notes for Nurses: Principles of Care By Hilary Lloyd, Helen Hancock, Steven Campbell, p. 6,  （页面存档备份，存于）
7. ↑  .   [2016-01-02]. （原始内容存档于2008-03-15）.
8. ↑  .   [2016-01-02]. （原始内容存档于2019-04-02）.

## 参阅
- 醫學物理
- 药物化学
- 診斷 (工程)
- 人體試驗委員會（英语：institutional review board）(IRB)
- 21世紀醫療法（英语：21st century cures act）

## 外部連結
template:Biotechnology